# Lochinch Castle

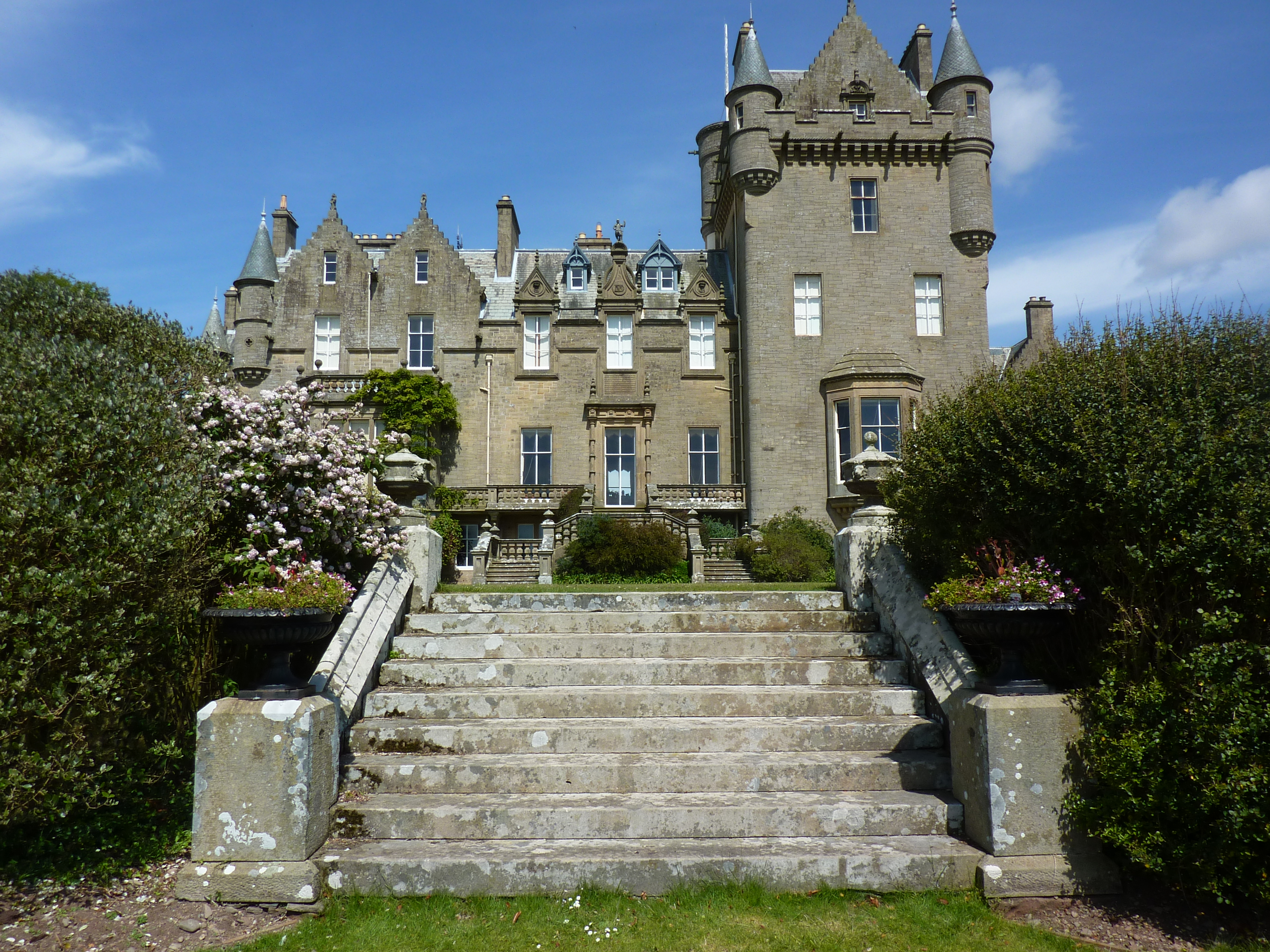
Lochinch Castle

Lochinch Castle ist ein Herrenhaus nahe der schottischen Ortschaft Castle Kennedy in der Council Area Dumfries and Galloway. 1972 wurde das Bauwerk in die schottischen Denkmallisten in der höchsten Denkmalkategorie A aufgenommen. Des Weiteren bildet es zusammen mit verschiedenen Außengebäuden ein Denkmalensemble der Kategorie A.

## Geschichte
Die Ländereien befanden sich bereits seit mehreren Jahrhunderten im Besitz der Earls of Stair. Ein Brand verheerte 1716 ihre Burg Castle Kennedy, die nicht wiederaufgebaut wurde. Auf den Ländereien um Castle Kennedy gab der schottische Politiker und Jurist John Dalrymple, 10. Earl of Stair 1864 den Bau von Lochinch Castle in Auftrag. Hierzu beauftragte er das Edinburgher Architekturbüro Brown and Wardrop mit der Planung des Gebäudes. Die Arbeiten wurden 1868 abgeschlossen. Das Anwesen wird innerhalb der Familie vererbt und ist bis heute Sitz der Earls of Stair. In der Nähe wurde 1870 der Einbaum vom White Loch gefunden.

## Beschreibung
Lochinch Castle liegt etwa zwei Kilometer nördlich von Castle Kennedy und fünf Kilometer östlich von Stranraer am Hals der Rhins of Galloway. Das asymmetrische Herrenhaus ist im Schottish-Baronial-Stil gestaltet, weist jedoch auch Elemente der französischen Schlösserarchitektur auf. Das Mauerwerk des zweistöckigen Lochinch Castle besteht aus cremefarbenem Sandstein aus Lancashire. Der Innenraum ist jakobinisch ausgestaltet. Bemerkenswert sind die meisterhaften Stuckarbeiten sowie die dekorativen Holzarbeiten. Ein offener Kamin ist aus Marmor mit Eichenverzierungen gestaltet.